# Promesse di marinaio

Promesse di marinaio est un film italien réalisé par Turi Vasile et sorti en 1958.

## Synopsis
Un groupe de marins débarque en permission et se préoccupe de courtiser les jeunes filles du coin. À la fin, les promesses d'amour se rompent : « promesses de marin », comme l'indique de titre.

## Fiche technique
- Réalisation : Turi Vasile
- Scénario : Antonio Margheriti, Turi Vasile
- Photographie : Mario Damicelli
- Montage : Giorgio Serralonga
- Durée : 102 minutes
- Musique : Lelio Luttazzi
- Date de sortie : 1958

## Distribution
- Renato Salvatori : Luciano
- Nick Pagano : Filippo, le matelot chanteur
- Antonio Cifariello: Mario
- Ingeborg Schöner: Marina
- Alberto Bonucci: Giulio
- Rosario Borelli: Michele
- Luigi Pavese: Quartier-maitre Tortora
- Luigi De Filippo: Quattrocchi
- Celina Cely: Piera

## Autour du film
Le film est tourné dans la ville italienne de Tarente.